# مسيك
مَسَيْك أو (نقحرة: ماسايك) (لغة ليمبورغية: Mezeik) هي مدينة وبلدية في مقاطعة لِمبُرخ ببلجيكا.

## توأمة
لماسايك اتفاقيات توأمة مع:
- فغبرغ

## أعلام
- كريستوف فليجن
- ديك نانينغا
- فيتال بوركيلمانز